# Sergey Lynko
Sergey Lynko (tiếng Belarus: Сяргей Лынько; tiếng Nga: Сергей Лынько; sinh 16 tháng 10 năm 1989) là một cầu thủ bóng đá Belarus. Tính đến năm 2018, anh thi đấu cho Torpedo Minsk.